# ماميثا عنقائية
المامِيثَا العنقائية نوع نباتي يتبع جنس الماميثا من الفصيلة الخشخاشية. كغيره من أنواع هذا الجنس، هذا النبات سام.

## البيئة والانتشار
ينتشر في شرق أوروبا حيث سجل وجوده في رومانيا.